# Animeertegels
Animeertegels is een educatief kunstwerk uit 2001 in Amsterdam-Oost.
Het werk is bedacht door Kees Aafjes en is verwerkt in het trottoir van het Eikenplein, Oosterparkbuurt. Het kunstwerk bestaat uit een soort streepjescode van composietbeton, die het speelterrein van de schoolkinderen aangeeft. Vanuit de school gezien wordt het eind van het speelterrein aangegeven door stenen die genummerd zijn van 2 tot en met 149. Bovendien is op het speelterrein een aantal interactieve tableautjes te vinden; bij aanraking werd geluid voortgebracht.
De kunst bleek niet besteed aan de kinderen; de interactieve tegels waren al snel defect. De kinderen voetbalden liever op het terreintje.

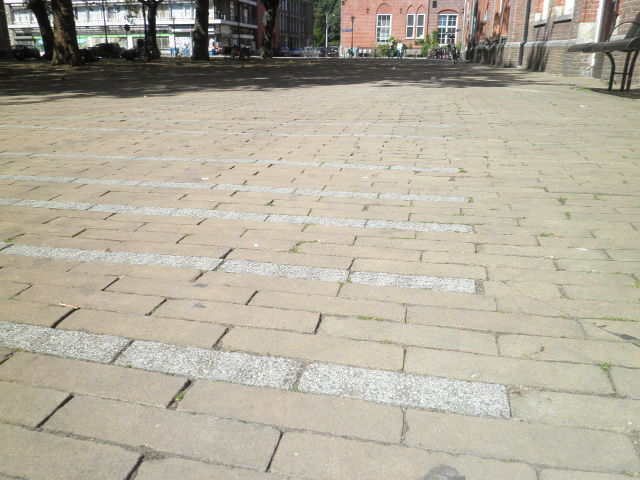
"Streepjescode"